# Joseph Rock
Joseph Rock (nacido Joseph Franz Karl Rock) ( 1884 Viena - 1962, Honolulu) fue un botánico, lingüista, explorador y geógrafo estadounidense de origen austríaco.
Se instala en Honolulu en 1907 como especialista de la flora de la isla de Hawái. Durante el periodo 1922 a 1949, se consagra al estudio de la flora, en especial de las poblaciones humanas y sus lenguas del sudoeste de China, principalmente de Yunnan, Sichuan, sudoeste de Gansu y este de Tíbet. La mayor parte de las plantas recolectadas se encuentran en el "Herbario Arnold" de la Universidad Harvard.
Instalado en Lijiang, ciudad de Nguluko, escribe artículos para la National Geographic describiendo sus expediciones a Muli, Gongga Shan, las tres montañas sagradas de Shenrezig, Jambeyang y Chanadorje, conocidas actualmente como "Reserva Natural de Yading", como también la ribera del Salween. Esos artículos le valen de cierto renombre e inspiran al romántico James Hilton (1900-1954) para su libro Horizonte Perdido evocando una comunidad del Himalaya conocida con el nombre de Shangri-La.
Dirige la publicación del primer diccionario naxi existente, contribuyendo enormemente a la valorización de esa cultura.
Se le debe el descubrimiento de numerosas rhododendrons; y Paeonia rockii le fue dedicado.

## Obra
Publica un diccionario de 1.094 pp. y dos historias del pueblo Naxi y lenguas del noroeeste de Yunnan, ampliamente usados para estudiar la cultura Naxi, lengua y religión.
- The indigenous trees of the Hawaiian Islands. 1913

- The Ancient Nakhi Kingdom of Southwest China. Cambridge, Mass. 1948

- A Nakhi-English encyclopedic dictionary. I.M.E.O. Rome. 1963

### Artículos enNational Geographic
- "Banishing the Devil of Disease Among the Nashi: Weird Ceremonies Performed by an Aboriginal Tribe in the Heart of Yunnan Province" (1924) 46:473-499

- "Land of the Yellow Lama: National Geographic Society Explorer Visits the Strange Kingdom of Muli, Beyond the Likiang Snow Range of Yunnan, China" (1924) 47: 447-491

- "Experiences of a Lone Geographer: An American Agricultural Explorer Makes His Way through Brigand-Infested Central China En Route to the Amne Machin Range, Tibet" (1925) 48: 331-347

- "Through the Great River Trenches of Asia: National Geographic Society Explorer Follows the Yangtze, Mekong, and Salwin Through Mighty Gorges" (1926) 50: 133-186

- "Life among the Lamas of Choni: Describing the Mystery Plays and Butter Festival in the Monastery of an Almost Unknown Tibetan Principality in Kansu Province, China" (1928): 569-619

- "Seeking the Mountains of Mystery: An Expedition on the China-Tibet Frontier to the Unexplored Amnyi Machen range, One of Whole Peaks Rivals Everest" (1930) 57:131-185

- "Glories of the Minya Konka: Magnificent Snow Peaks of the China-Tibetan Border are Photographed at Close Range by a National Geographic Society Expedition" (1930) 58:385-437

- "Konka Risumgongba, Holy Mountain of the Outlaws" (1931) 60:1-65

- "Sungmas, the Living Oracles of the Tibetan Church" (1935) 68:475-486

## Honores

### Epónimos
Género
- (Nyctaginaceae) Rockia Heimerl[1]

Especies (131 + 10 + 2 + 2)
- (Apiaceae) Bupleurum rockii H.Wolff[2]

- (Apiaceae) Ligusticum rockii M.Hiroe[3]

- (Asteraceae) Koyamacalia rockiana (Hand.-Mazz.) H.Rob. & Brettell[4]

- (Campanulaceae) Delissea rockii (E.Wimm.) H.St.John[5]

- (Campanulaceae) Neowimmeria rockii (St.John & Hosaka) I.Deg. & O.Deg.[6]

- (Dryopteridaceae) Aspidium rockii (C.Chr.) Ching[7]

- (Euphorbiaceae) Chamaesyce rockii (C.N.Forbes) Croizat & O.Deg.[8]

- (Leguminosae) Astragalus rockii C.Marquand & Airy Shaw[9]

- (Primulaceae) Omphalogramma rockii W.W.Sm.[10]

- (Ranunculaceae) Aconitum rockii H.R.Fletcher & Lauener[11]

- (Rosaceae) Cotoneaster rockii G.Klotz[12]

- La abreviatura «Rock» se emplea para indicar a Joseph Rock como autoridad en la descripción y clasificación científica de los vegetales.[13]